# Norra polcirkeln

En jämförelse över hur landmassorna ligger i förhållande till norra och södra polcirkeln.

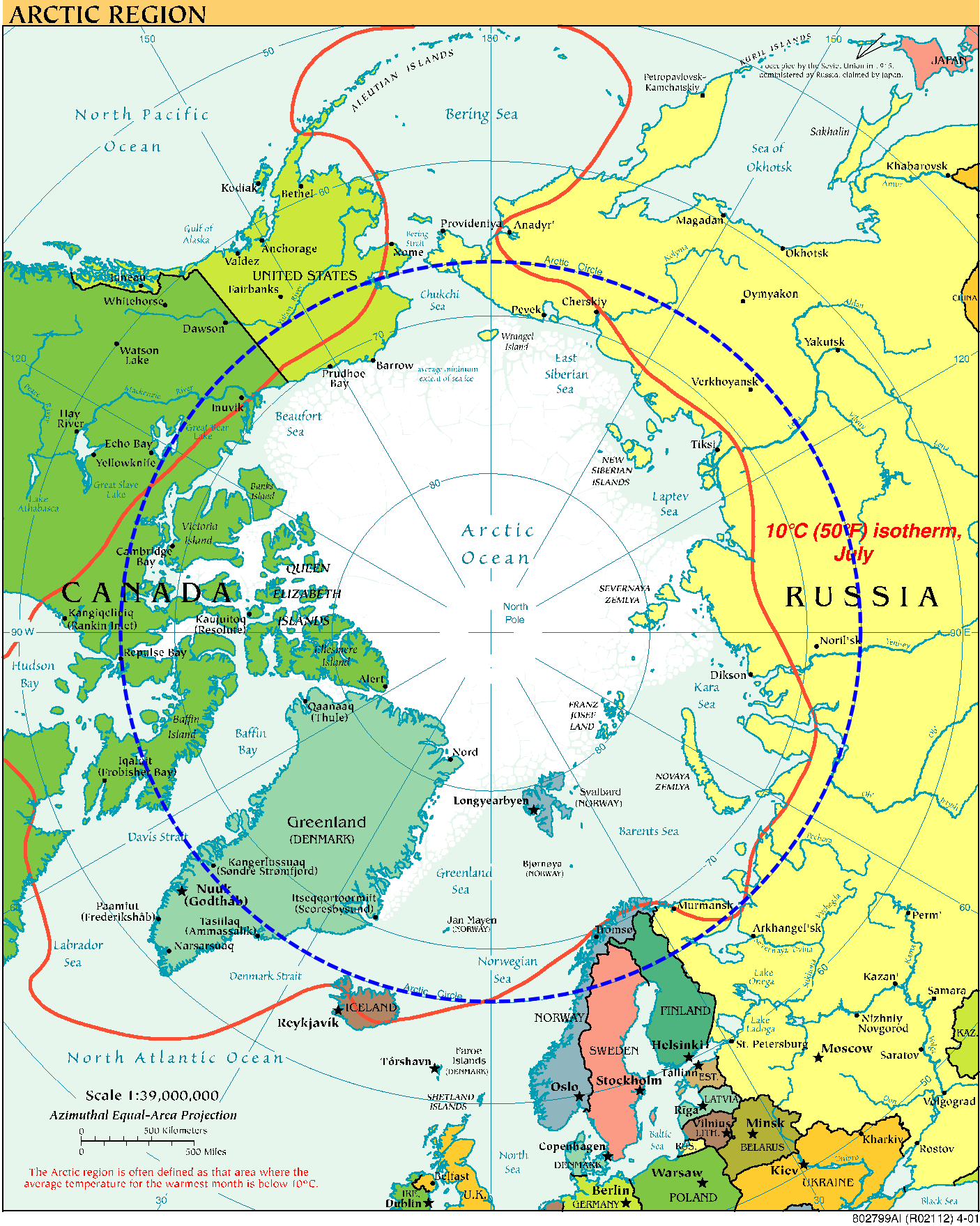
Norra polarområdet (innanför röd heldragen linjemarkering) med polcirkeln markerad som blå streckad linje.

Norra polcirkeln eller arktiska cirkeln är en parallellcirkel på jorden som motsvarar den linje som avbildas genom skärningen av normalen till ekliptikalplanet genom jordens medelpunkt med jordytan under jordens rotation på norra halvklotet (den "yttersta plats" – räknat från Nordpolen – där solen inte "går ner" vid sommarsolståndet samt inte "går upp" vid vintersolståndet). Norra polcirkeln ligger på cirka 66˚ 34' N.
På grund av variationer hos jordaxelns lutning, vilken varierar under en period på ungefär 41 000 år mellan 22°2′33″ och 24°30′16″ , och som på kortare sikt varierar även med precessionen och nutationen, flyttar sig polcirklarna kontinuerligt, för närvarande med cirka femton meter norrut per år (ca. en bågminut på tolv år). Därtill kommer att polrörelsen gör att breddgraderna flyttar sig, om än långsamt, relativt landytan.
På himmelssfären finns också en motsvarighet med samma namn i form av den lillcirkel som går genom den nordligaste punkt som solen når på himlen.

## Länder vid norra polcirkeln
Norra polcirkeln passerar över följande länder: 
- Norge (över Nordland fylke)
- Sverige (över Norrbottens län)
- Finland (över finska landskapet Lappland)
- Ryssland
- USA (över delstaten Alaska)
- Kanada (över territorierna Yukon, Nordvästterritorierna & Nunavut)
- Grönland (Danmark)
- Island (över ön Grímsey)

### Orter och platser vid norra polcirkeln
- Louhi, Karelska republiken, Ryssland
- Salechard, Jamalo-Nentsien, Ryssland
- Egvekinot, Tjuktjien, Ryssland
- Juoksenki, Pello kommun, Finland
- Övertorneå, Finland
- Rovaniemi, Finland
- Kemijärvi, Finland
- Salla, Finland
- Jokkmokk, Jokkmokks kommun, Sverige
- Vuollerim, Jokkmokks kommun, Sverige
- Polcirkeln, Gällivare kommun, Sverige
- Jänkisjärvi, Övertorneå kommun, Sverige
- Juoksengi, Övertorneå kommun, Sverige
- Rana kommun, Norge
- Rødøy kommun, Norge
- Grímsey, Akureyri köping, Island
- Itilleq, Qeqqata kommun, Grönland
- Qikiqtarjuaq, Nunavut, Kanada [4]
- Naujaat (även känd som Repulse Bay), Nunavut, Kanada [4]
- Fort McPherson, Northwest Territories, Kanada [4]
- Old Crow, Yukon, Kanada [4]
- Selawik, Alaska, USA
- Fort Yukon, Alaska, USA

### Öar inom norra polcirkeln
Lista över öar i Norra ishavet

## Bildgalleri

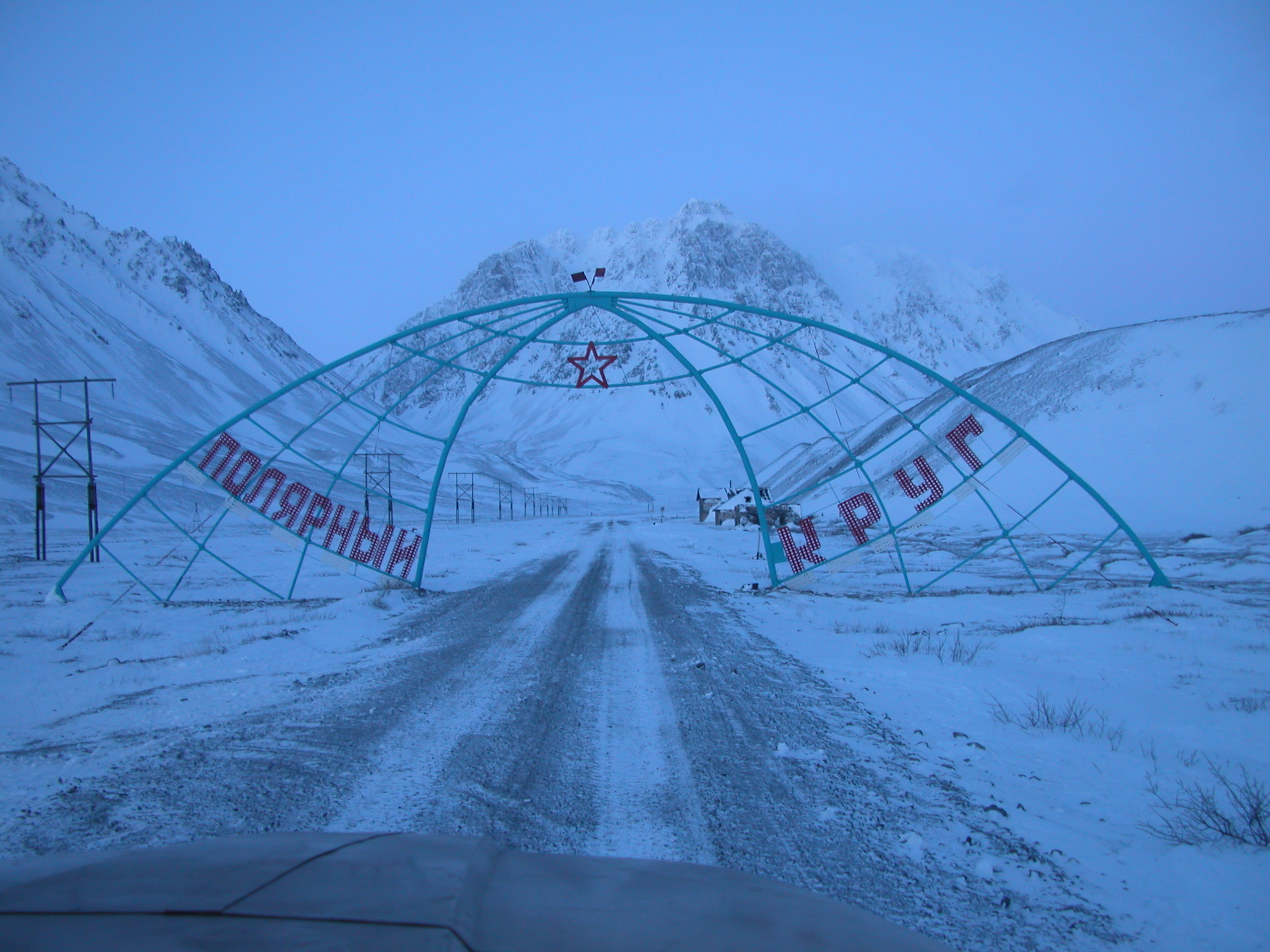
Norra polcirkeln på vägen Egvekinot – Jultin – Mys Schmidta till Tjuktjerhalvön i Ryssland
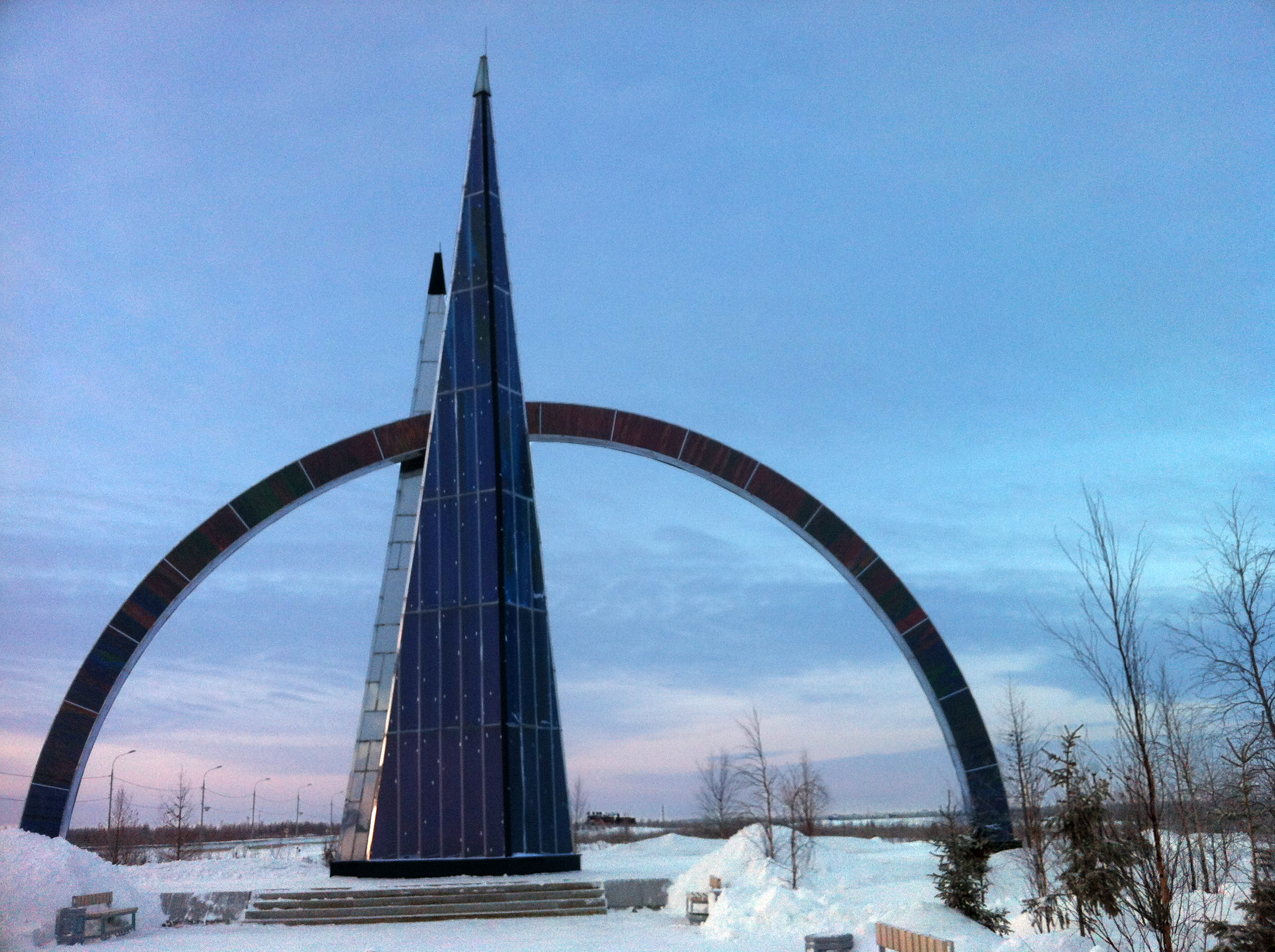
Polcirkelmonument i Salechard, Tiumen oblast, Ryssland
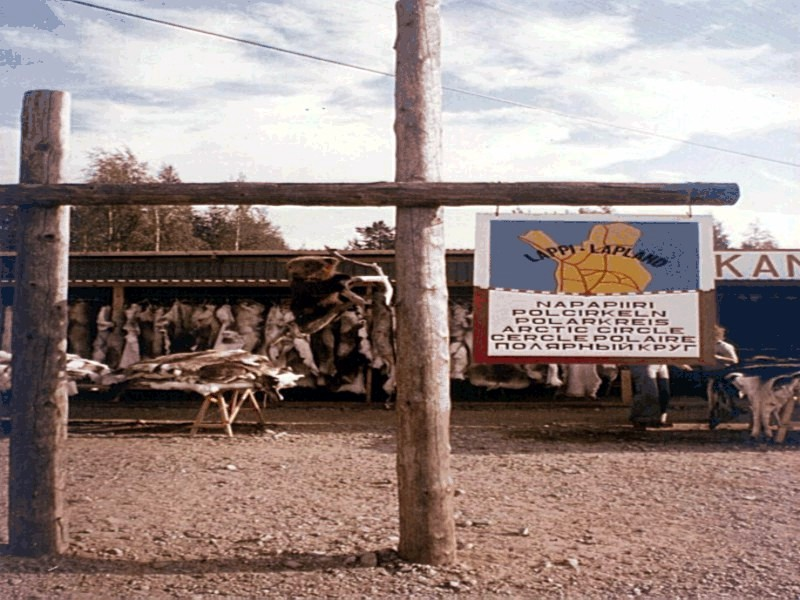
Norra polcirkeln i Finland (1975)
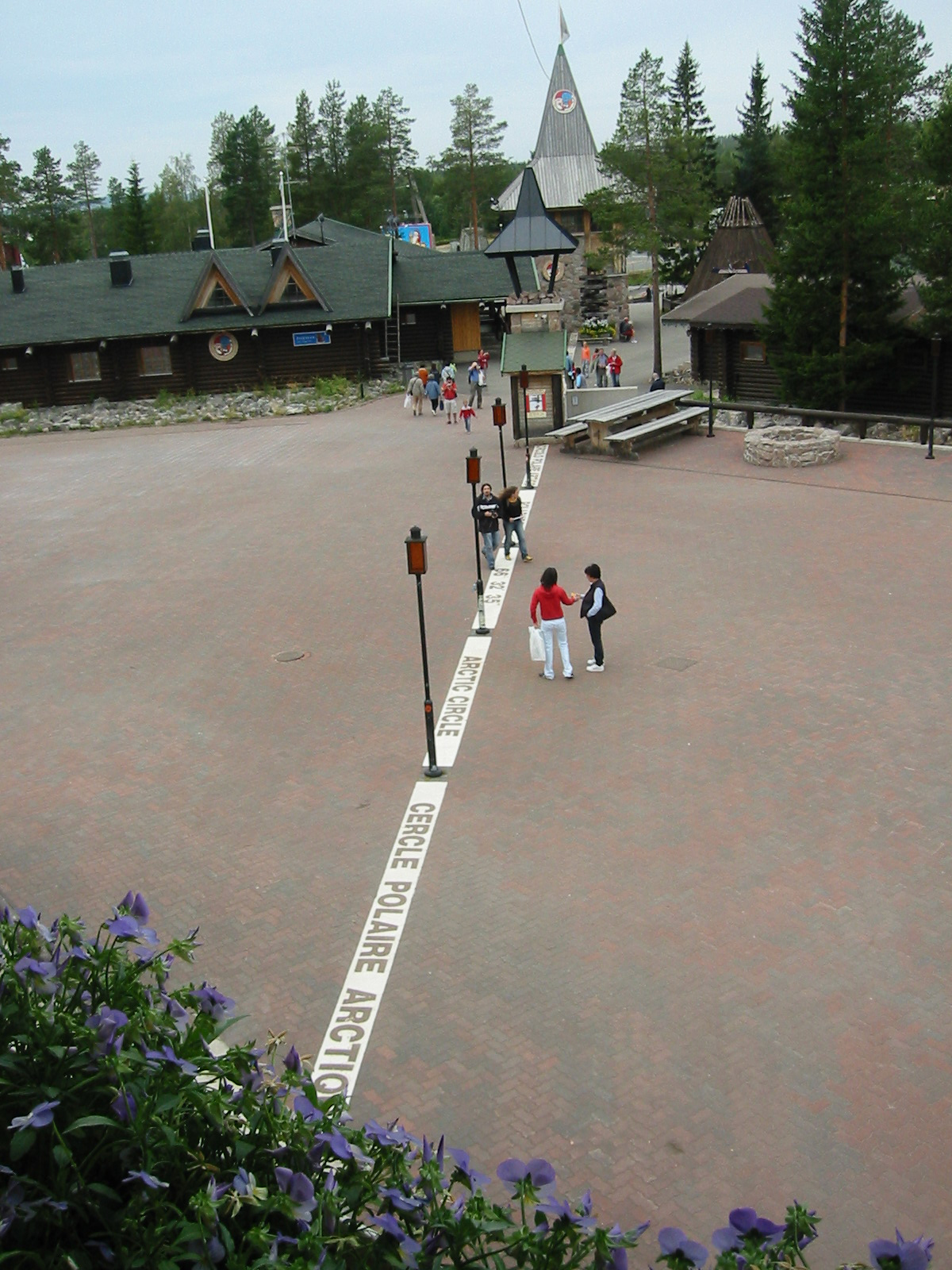
Polcirkeln markerad som vit linje inne på Santa Claus Village utanför Rovaniemi i Finland
Norra polcirkeln i Juoksenki Pello kommun i Finland, vid Europaväg 8
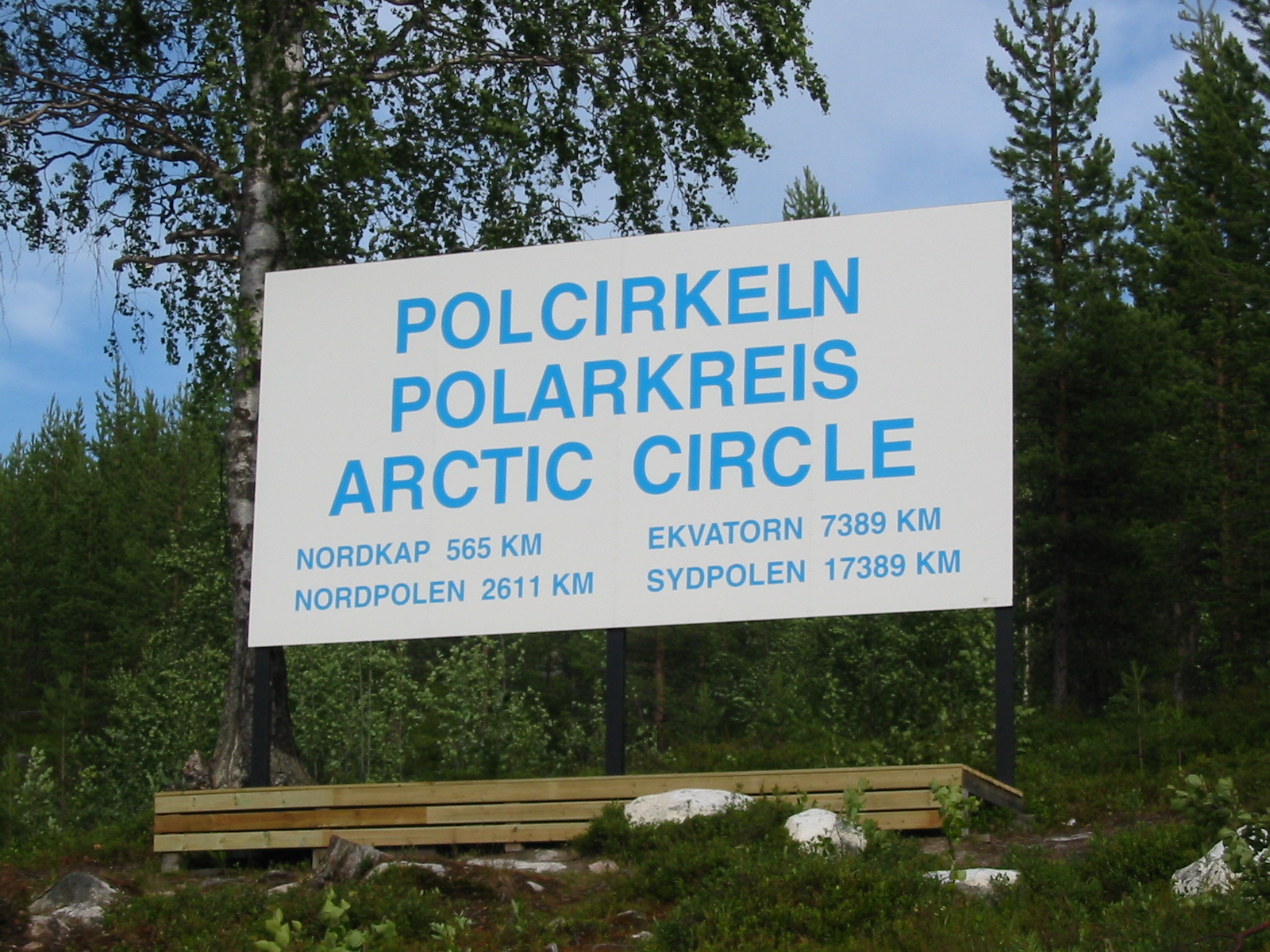
Norra polcirkeln på Inlandsbanan i Sverige
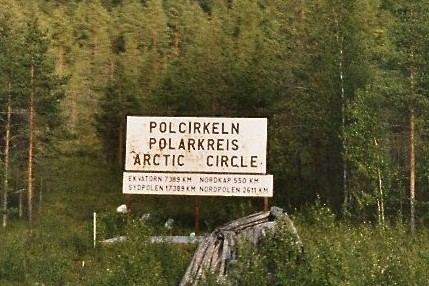
Norra polcirkeln på Malmbanan (Murjek) i Sverige
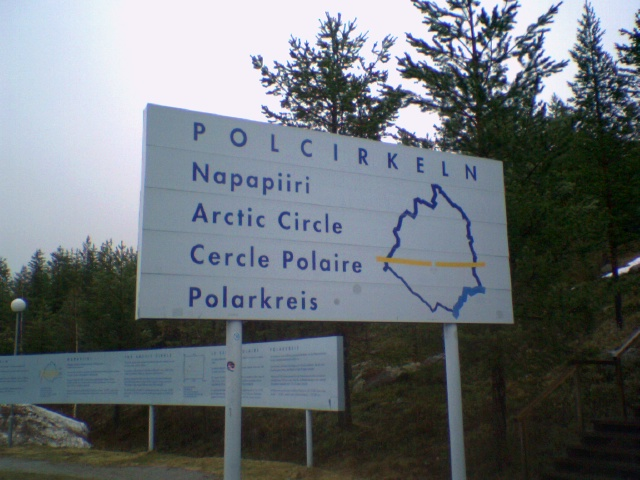
Norra polcirkeln i Jokkmokk i Sverige
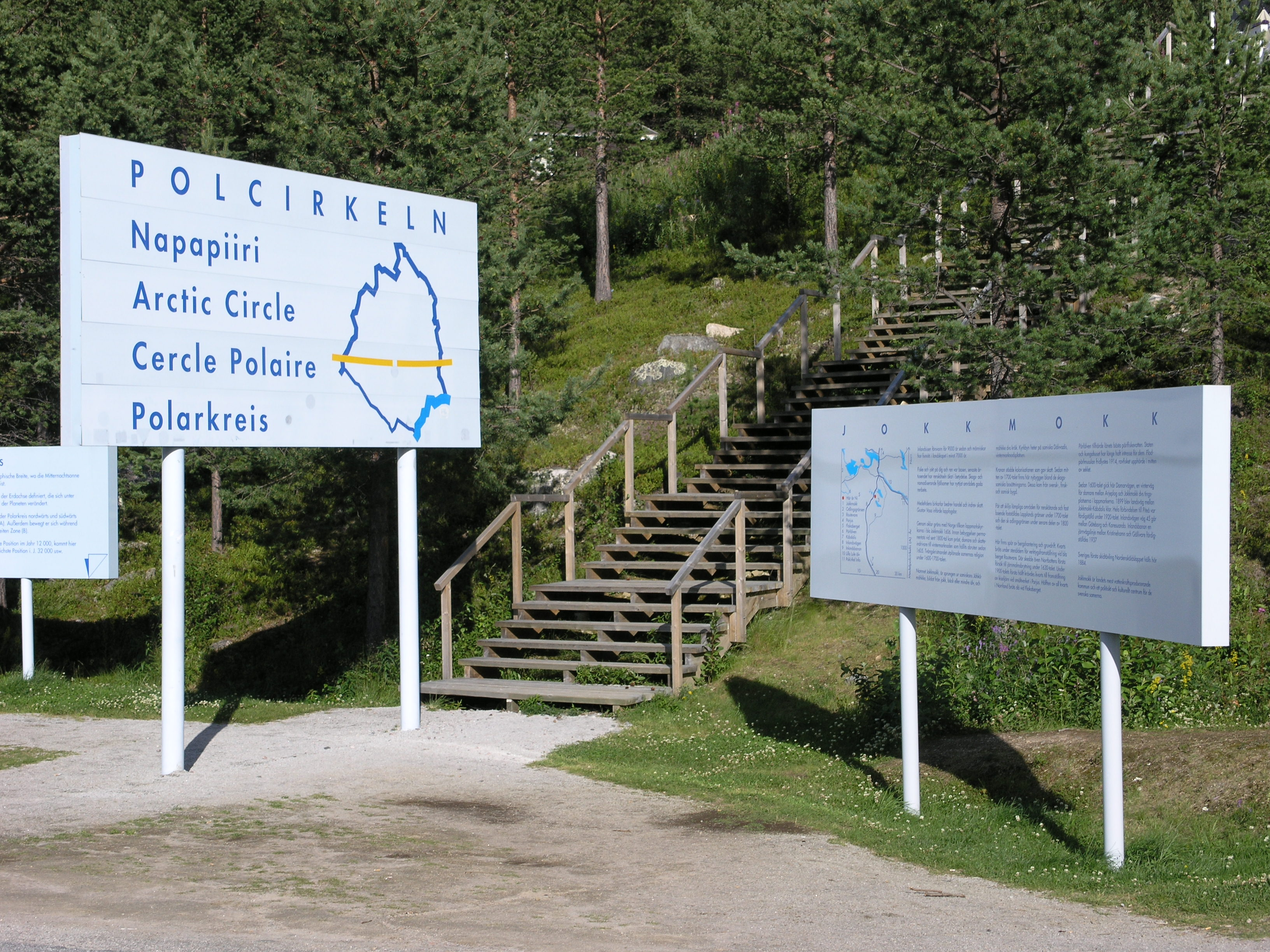
Upplysningstavlor om och vid norra polcirkeln i Jokkmokk
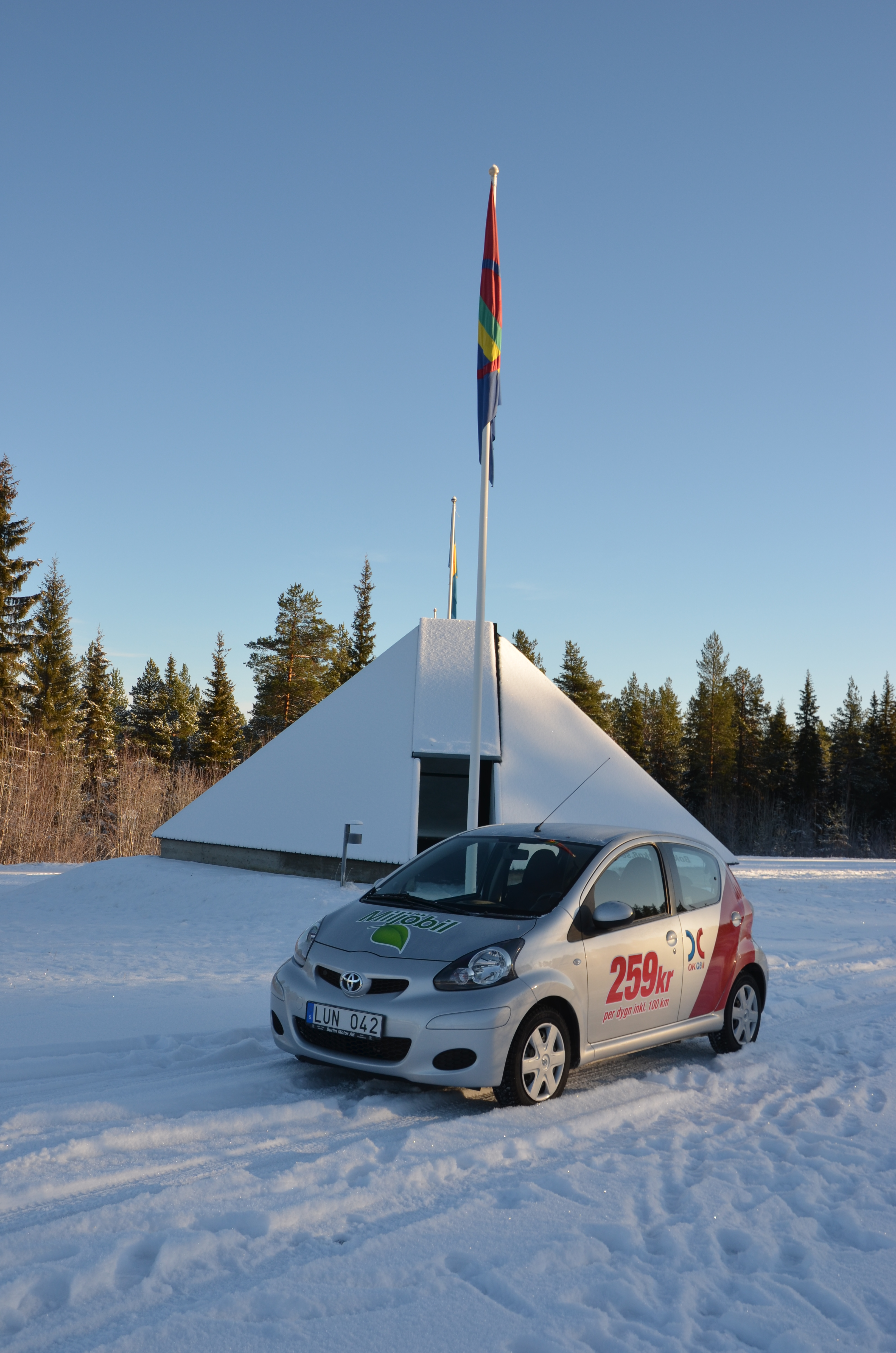
Riksväg 97 passerar norra polcirkeln 14 kilometer söder om Jokkmokk
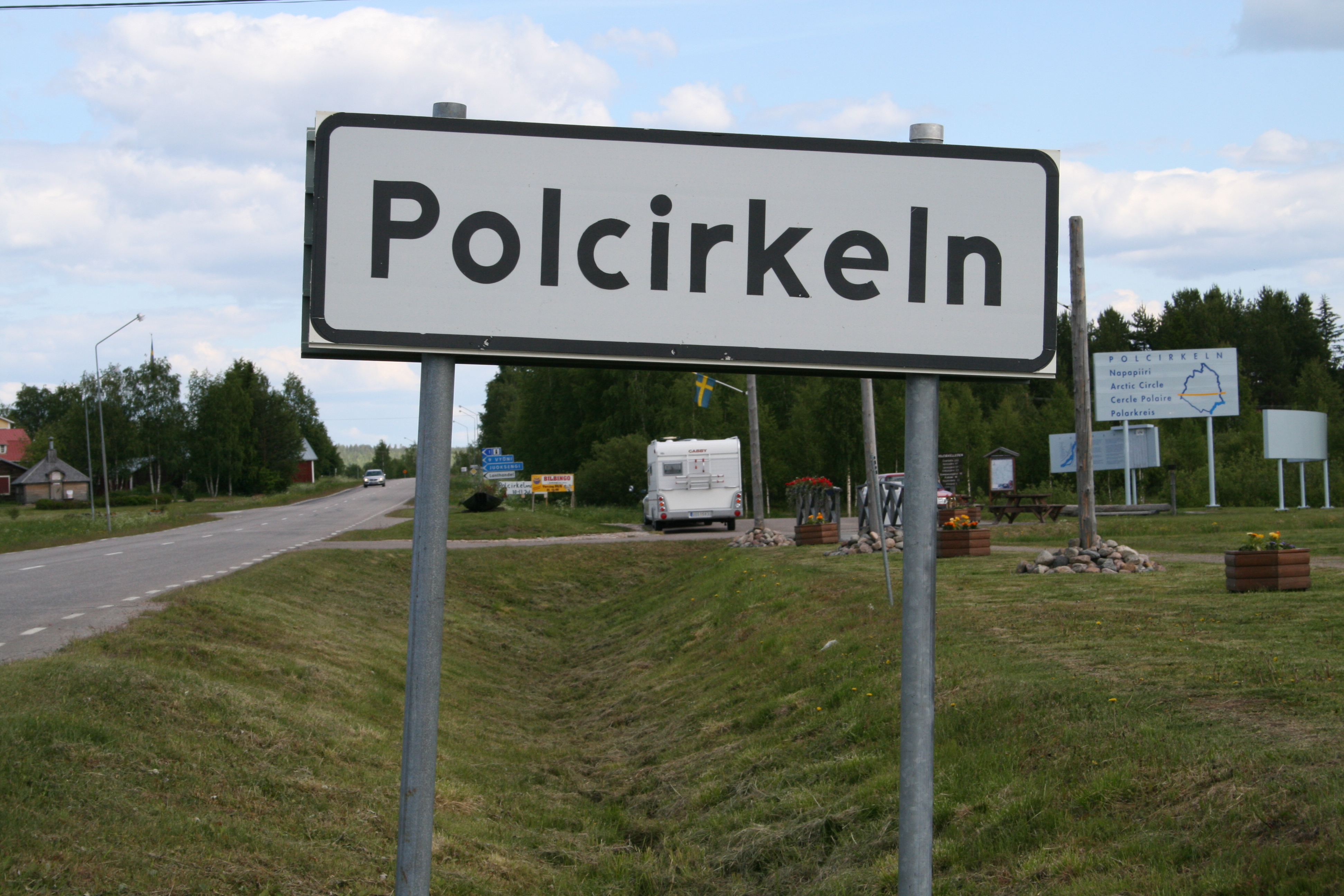
Norra polcirkeln i Juoksengi i Sverige, vid Riksväg 99
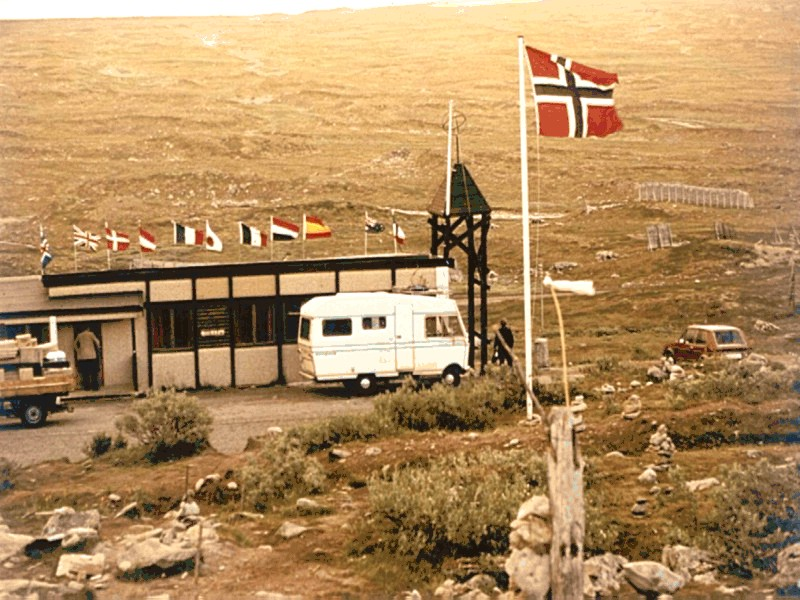
Norra polcirkeln i Norge (1975)
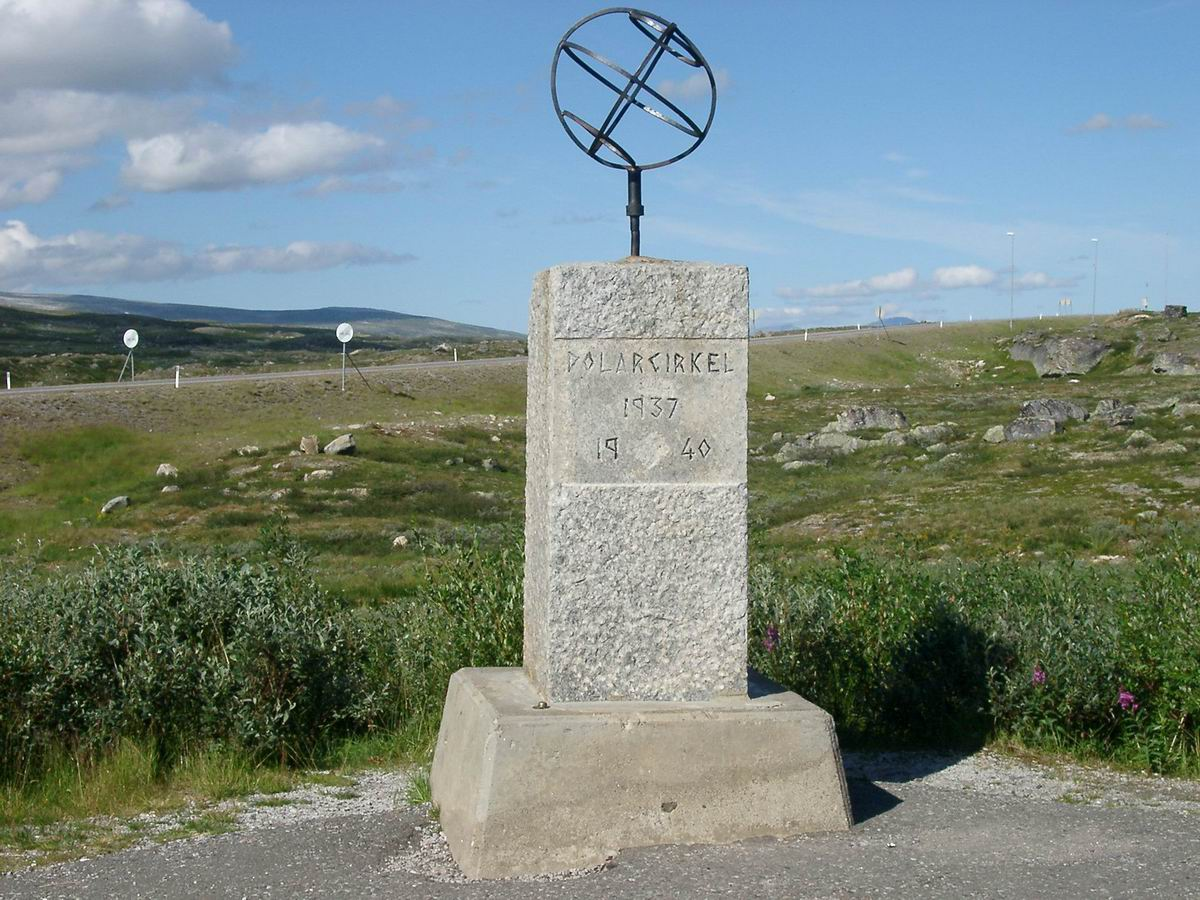
Norra polcirkeln i Norge mellan Mo i Rana och Fauske
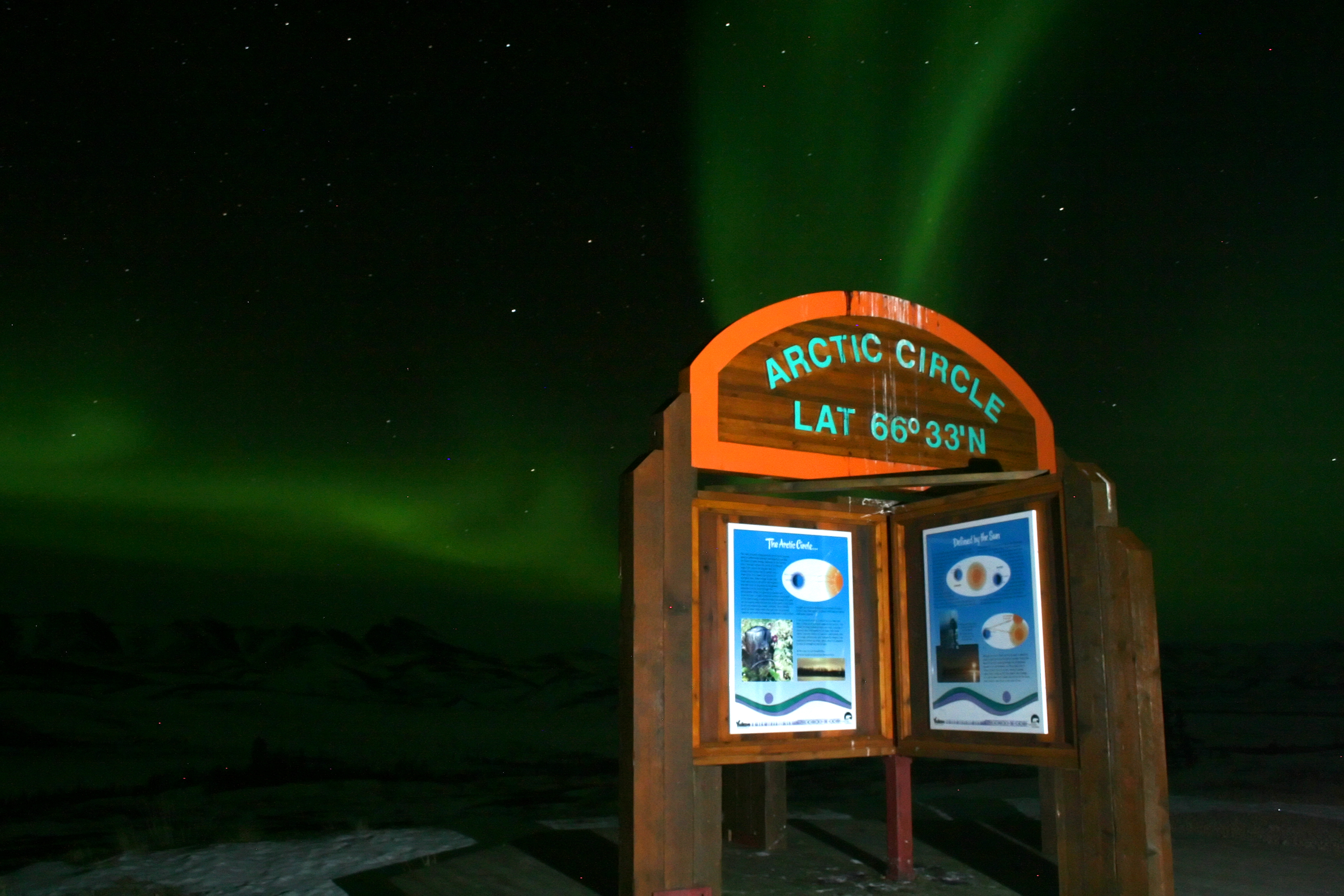
Norra polcirkeln i Yukon i Kanada
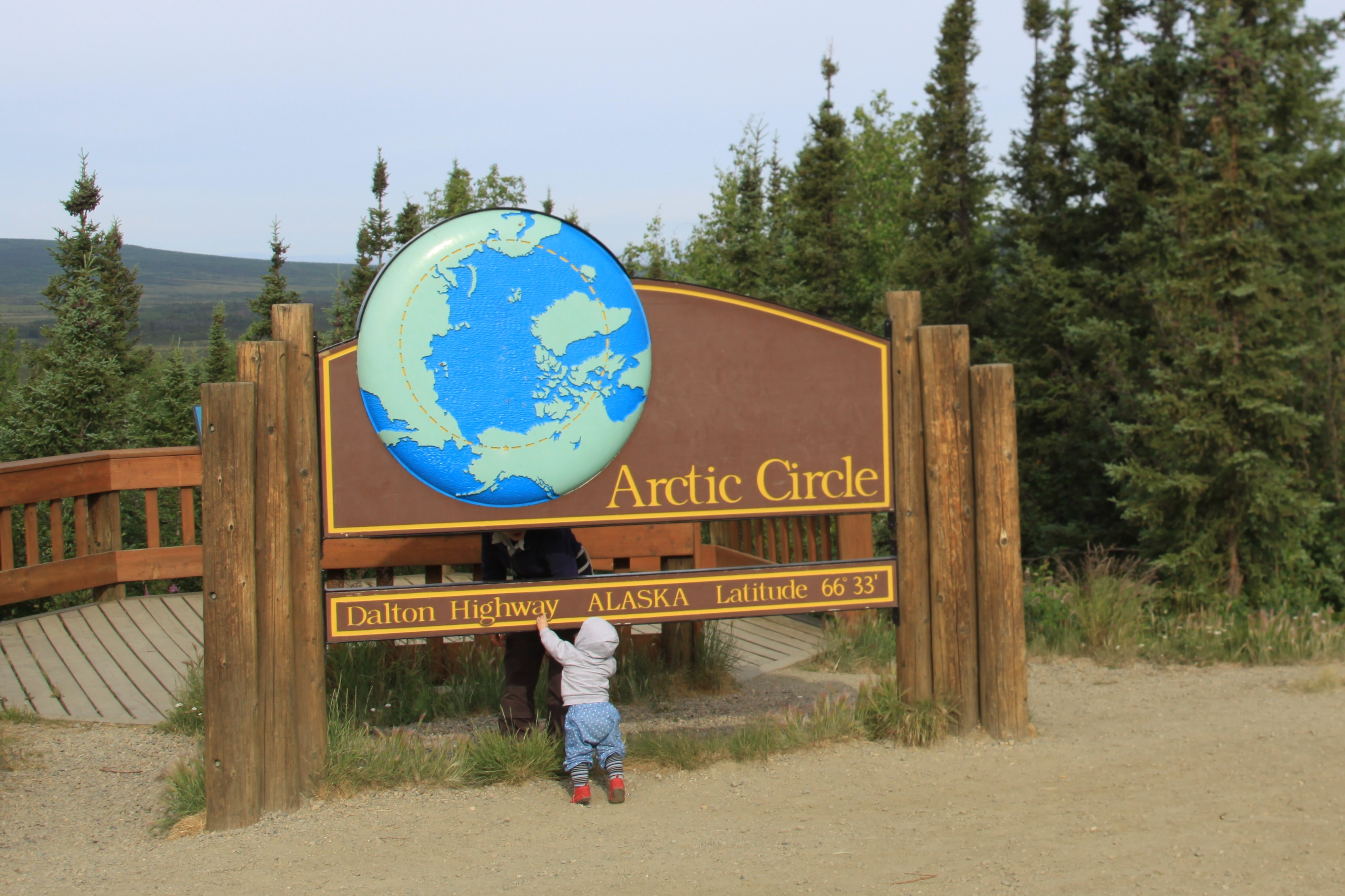
Norra polcirkeln i Dalton Highway i Alaska